# しょぼしょぼ日記システム
しょぼしょぼ日記システム（しょぼしょぼにっきシステム）は、Perlで書かれたWeb日記のシステムである。略称はsns。

## 概要
Rubyで動作するtDiaryを模倣して、Perlで動くように作られた、tDiaryクローンとも考えられる。モジュール構造により、プラグインで動作を拡張することができる。プラグインAPIは公開されている。
他のWeb日記システムに無い特徴としては、Wiki文法による記述が可能であり、FreeStyleWikiとの連携が可能である。
各記事は、WikiスタイルとHTMLスタイルのいずれかで記述することが可能。また、ファイルを添付することもできる。
以下の機能を備えている。
- tDiaryのテーマが使える
- 訪問者によるコメント
- トラックバックの送受信
- 本日のリンク元の表示
- カテゴライズ

## 歴史
- 2003年2月26日 - tDiaryのテーマが使える、2.2が公開
- 2003年8月21日 - コードを全て書き直した、3.0が公開
- 2006年5月20日 - トラックバックの送受信に対応した、3.9が公開